# Trinidad e Tobago nos Jogos Olímpicos de Verão de 1948
Trinidad e Tobago participou dos Jogos Olímpicos pela primeira vez nos Jogos Olímpicos de Verão de 1948 em  Londres, Reino Unido.  O Comitê Olímpico de Trinidad e Tobago enviou 5 atletas e 4 oficiais para representarem a nação em três esportes. Errol Knowles foi o Chefe de Delegação.

## Medalhistas

### Prata
- Rodney Wilkes — Halterofilismo, Peso Pena

## Resultados por Evento

### Atletismo
100m masculino
- George Lewis

200m masculino
- George Lewis

800m masculino
- Wilfred Tull

1.500m masculino
- Wilfred Tull

5.000m masculino
- Manny Ramjohn

10.000m masculino
- Manny Ramjohn

A.E. Browne – Administrador/Técnico

### Ciclismo
1km contra o relógio masculino
- Compton Gonsalves — 1:32 (17º lugar)

Laurie Rogers – Administrador/Técnico

### Halterofilismo
Peso Pena
- Rodney Wilkes — 317.5 kg (medalha de prata)

Lionel Seemungal – Administrador/Técnico